# Bartlmä Häberle
Bartlmä Häberle (* vor 1524 in Memmingen; † vor 5. Dezember 1545 in Innsbruck), auch Bartlmä Heberle geschrieben, war vermutlich Hofmaler in Innsbruck.
Häberle war ab 1524 in Innsbruck ansässig und offenbar dort Hofmaler der Habsburger. Seine Tätigkeit im Innsbrucker Zeughaus ist für 1530 belegt. Er bemalte 1536 Schützenscheiben. Zusammen mit dem Maler Sebastian Scheel fertigte er Geschützentwürfe an. Wegen eines Fußleidens erhielt er von König Ferdinand ab 1538 ein bedeutendes wöchentliches Almosen. Für König Ferdinand fertigte er 1544 eine „frz. Mappe mit Farben ausgestrichen“ an. Seiner Witwe wurde am 5. Dezember 1545 ein Gnadengehalt bewilligt.

## Werke
Im Tiroler Landesmuseum in Innsbruck sind zwei Predellen-Tafeln mit weiblichen Heiligen erhalten, die für die Altäre der Pfarrkirche Axams gemalt wurden. Die Inschrift auf der Rückseite datiert die Werke auf 1540.